# František Boháč
František Boháč (2. října 1914 Lovran – 14. června 1951 Brno) byl český voják, vojenský sportovní instruktor, námořník, kuchař, účastník protinacistického odboje v Itálii a protikomunistický odbojář odsouzený v roce 1950 v politickém procesu k trestu smrti a následně popraven.

## Životopis
Narodil se v roce 1914 v Lovranu na území dnešního Chorvatska. Do Československa se přestěhoval se svým otcem Františkem v roce 1927. V mládí se vyučil kuchařem.
Později se stal členem lodní posádky, kde působil jako lodní kuchař. Během plaveb ve Středozemním a Rudém moře navštívil severní i východní Afriku. V roce 1935 začal působit v Československé armádě: U pěšího pluku 40 ve Valašském Meziříčí, kde absolvoval poddůstojníckou školu. Ve vojenské dráze pokračoval na Slovensku a v Lipníku nad Bečvou. Nedlouho po rozpuštění československé armády nastoupil službu 1. července 1939 u Vládního vojska u 12. praporu v Lipníku nad Bečvou, potají však spolupracoval s protinacistickým odbojem. S Vládním vojskem byl 25. května 1944 odeslán do Itálie. Dokumentem jeho účasti v tamním protinacistickém odboji je kniha Jiřího Marii Veselého a Františka Staudka, z níž pochází jeho podobenka v uniformě s hodností (Fotogalerie). Autoři Františka Boháče charakterizovali takto: „člen Československého revolučního národního výboru, partyzánská spojka a ilegální kurýr k IX. armádnímu sboru maršála Tita. Věrný, statečný, skromný“. Z desítky záznamů o odbojové činnosti Františka Boháče v uniformě vládního vojska: „24. dubna 1945: Boháč se vrací z Padovy. Bareggi ujišťuje, že naše hlášení bylo zasláno rozhlasem do Říma. Na cestě do Padovy byl Boháč chycen Němci, kteří poznali, že má falešné průkazy. Uprchl jim. Zítra má jet ještě do Milána, je vysílen po pekelné cestě: obě auta, která ho svezla, shořela."
Po konci druhé světové války se 6. srpna 1945 vrátil do vlasti a nadále působil v armádě, konkrétně ve Valašském Meziříčí, Hranicích a Javorníku. Jako chlapec vyrůstal v Lovrani, později tam měl vážnou známost, Bosiljku Jedriško, a v roce 1947 se spolu zasnoubili. Když František Boháč rozhodoval, zda se má vrátit do Československa anebo za snoubenkou, asi uvažoval, že si ji v Lovrani vyzvedne. Nemohl předvídat politizaci vojska, pád demokracie ani roztržku mezi Titem a Stalinem, ani propast, která znenadále oddělila Moravu od Istrie. Jak o něm napsali Luděk Navara s Miroslavem Kasáčkem, František Boháč byl vynikající sportovec v několika disciplínách a stal se vojenským sportovním instruktorem – v roce 1948 byl mezi uchazeči o účast na olympiádě. V dotazníku Vojenské akademie v Hranicích na Moravě do rubriky Znalost cizích řečí napsal: chorvatská, italská, německá slovem i písmem, ruská dostatečně slovem. Jistěže ovládal slovem a písmem i český jazyk, jak o tom svědčí jeho rukopisný vlastní životopis v archivu.
Jeho účast na II. Odboji byla potvrzena předsedou československého národního výboru v Itálii Dr. Veselým v září 1945 i udělením Pamětní medaile v Bratislavě v červenci 1948 (obrazová příloha). Z armády byl propuštěn v srpnu 1949. V té době StB sledovala jeho osobní styky i korespondenci a nechala odposlouchávat byt v Brně, Veveří 73, jak vyplývá z archivních dokumentů.
V prosinci 1949 se pokusil emigrovat z Československa. Vycestovat za snoubenkou nesměl. Jeho pokus o útěk mezi Mikulovem a Drasenhofenem spolu s dalšími dvěma muži byl úspěšný. Během útěku ovšem postřelili strážmistra Václava Anschlága, který krátce po zásahu do břišní dutiny zemřel. Ke střelbě, při níž zranili i jednoho vojína, mělo dojít poté, co strážmistr nařídil návrat všech na služebnu v Mikulově, protože řidič u sebe neměl průkaz. Veškeré dostupné informace o této události pocházejí z výpovědí, které získala StB za použití násilí (viz níže a heslo Jan Křižan.)
Po překročení státní hranice byla trojice uprchlíků zadržena rakouskou policií. Ta je však předala sovětské komandatuře v Mistelbachu, jelikož východ Rakouska tehdy patřil do sovětské okupační zóny. V lednu 1950 byli převezeni zpět do Československa. V prosinci 1950 byli v procesu Jan Křižan a spol. František Boháč i Jan Křižan odsouzeni k trestu smrti. Spolu s nimi bylo odsouzeno dalších sedm osob za pomoc k útěku či jeho neoznámení – vesměs k mnohaletým trestům odnětí svobody. Dobový tisk oznamoval tresty coby „Rozsudek nad teroristy“.
Údaje i dokumenty o výsleších a mučení ze strany StB, přípravy procesu s rozhodnutím o trestu, které předcházelo soudu i inscenování několikadenního soudu na mikulovském zámku s instruovanými soudci z lidu, s instruovanými novináři před organizovanou veřejností jsou shrnuty s uvedením zdrojů v odstavci Zatčení, výslechy, soud, ... hesla Jan Křižan.
František Boháč byl popraven v červnu 1951 v brněnské věznici na Cejlu. Dr. J. M. Veselý, s nímž se účastnil odboje v severní Itálii v letech 1944/1945 neměl příležitost k zastání, protože byl komunisty při akci K internován v klášteře v Želivi a sám se ocitl na pokraji smrti.

## Fotogalerie

František Boháč ve fotografiích a dokumentech
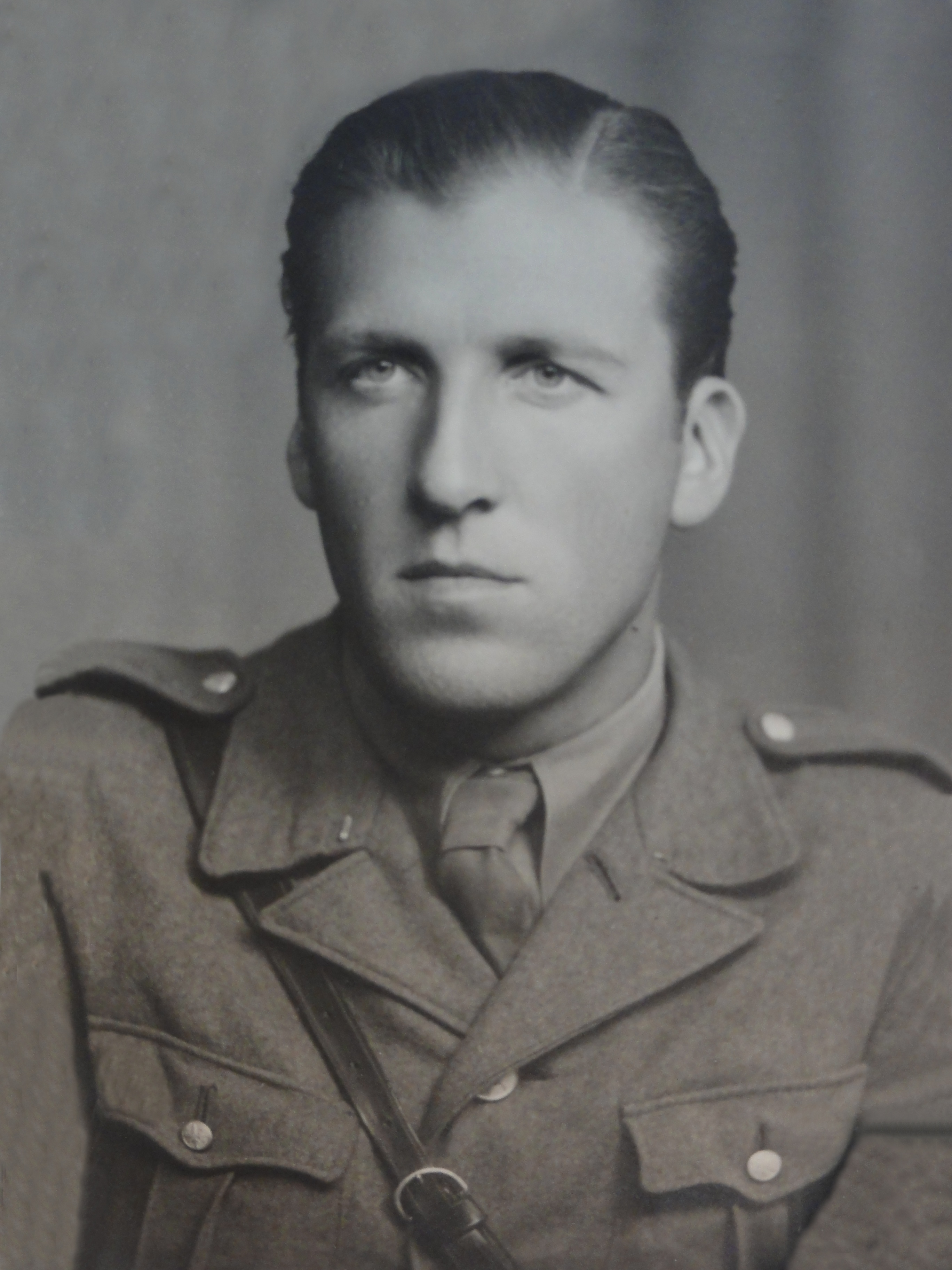
V uniformě krátce po nástupu do československé armády
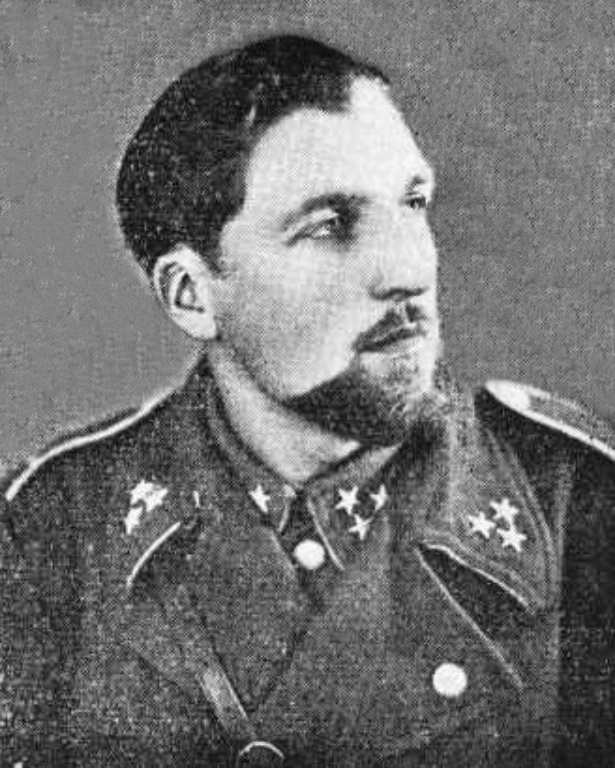
V uniformě v Itálii za druhé světové války: „Věrný, statečný, skromný“.
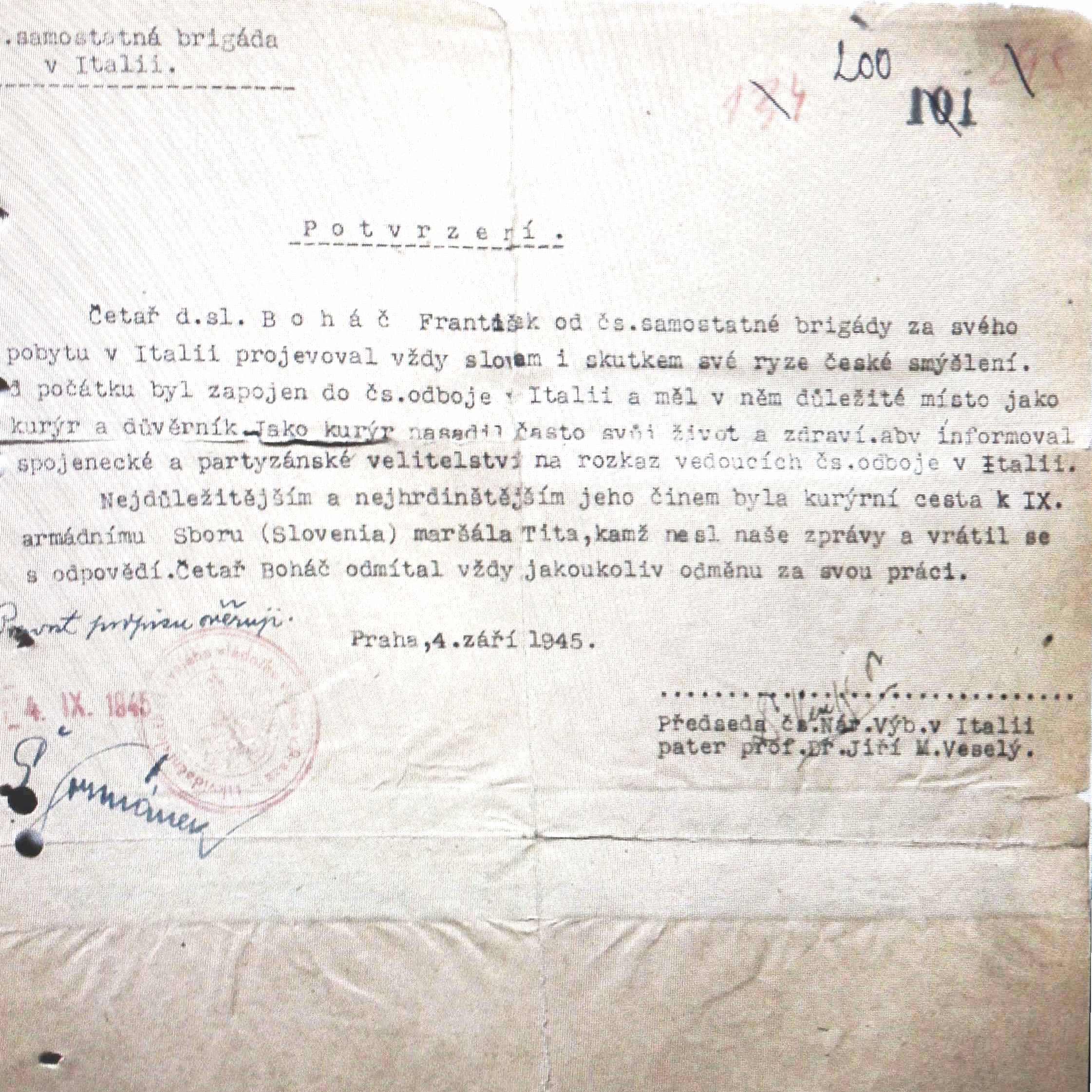
Potvrzení zapojení do čs odboje v Itálii. Dokument byl vystaven Čs. národním výborem v Itálii a podepsán Dr. J.M. Veselým 4. září 1945 v Praze
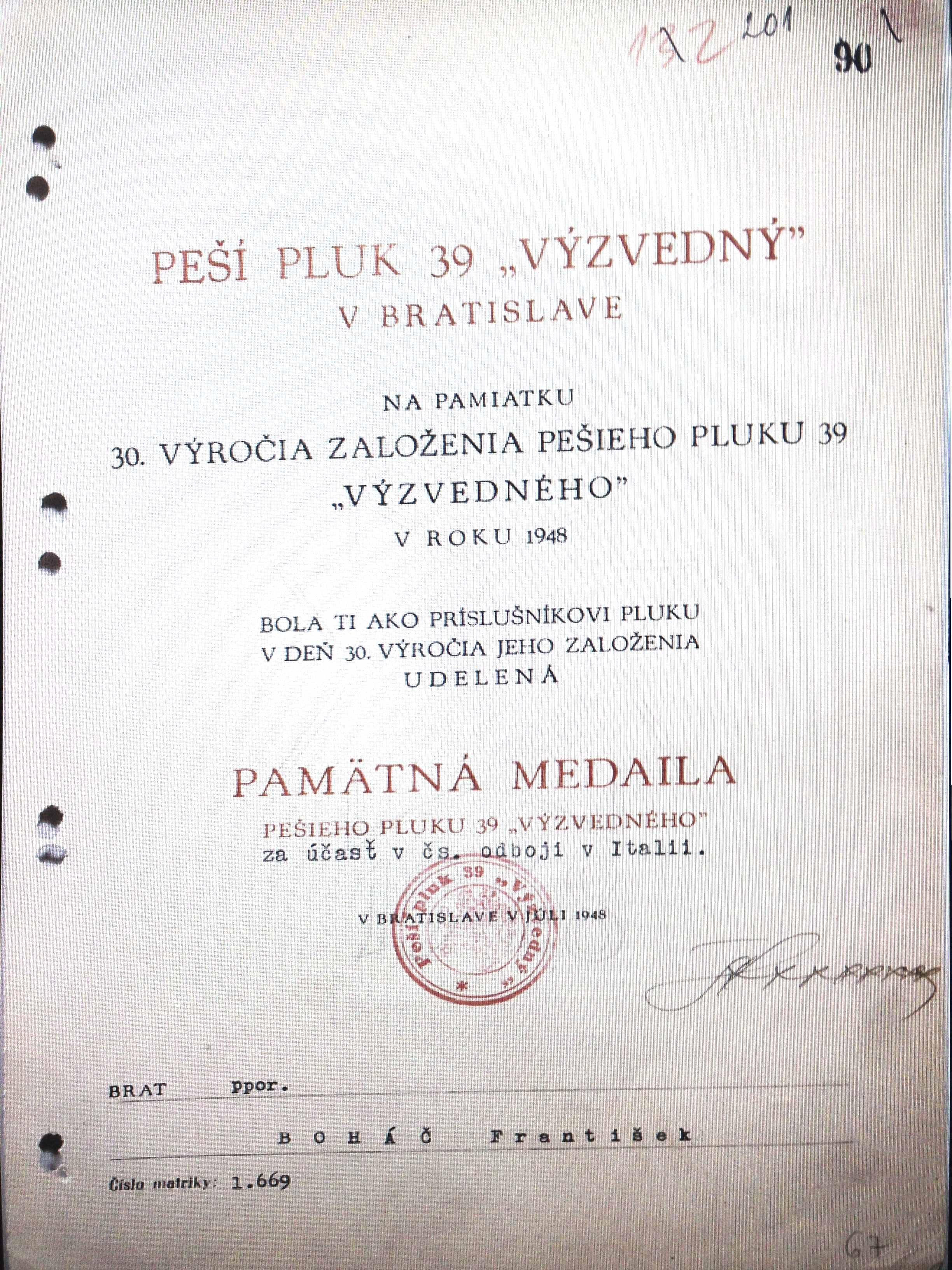
Pamětní medaile Pěšího pluku 39 výzvědného za účast v čs. odboji v Itálii udělená Františkovi Boháčovi v roce 1948 v Bratislavě.
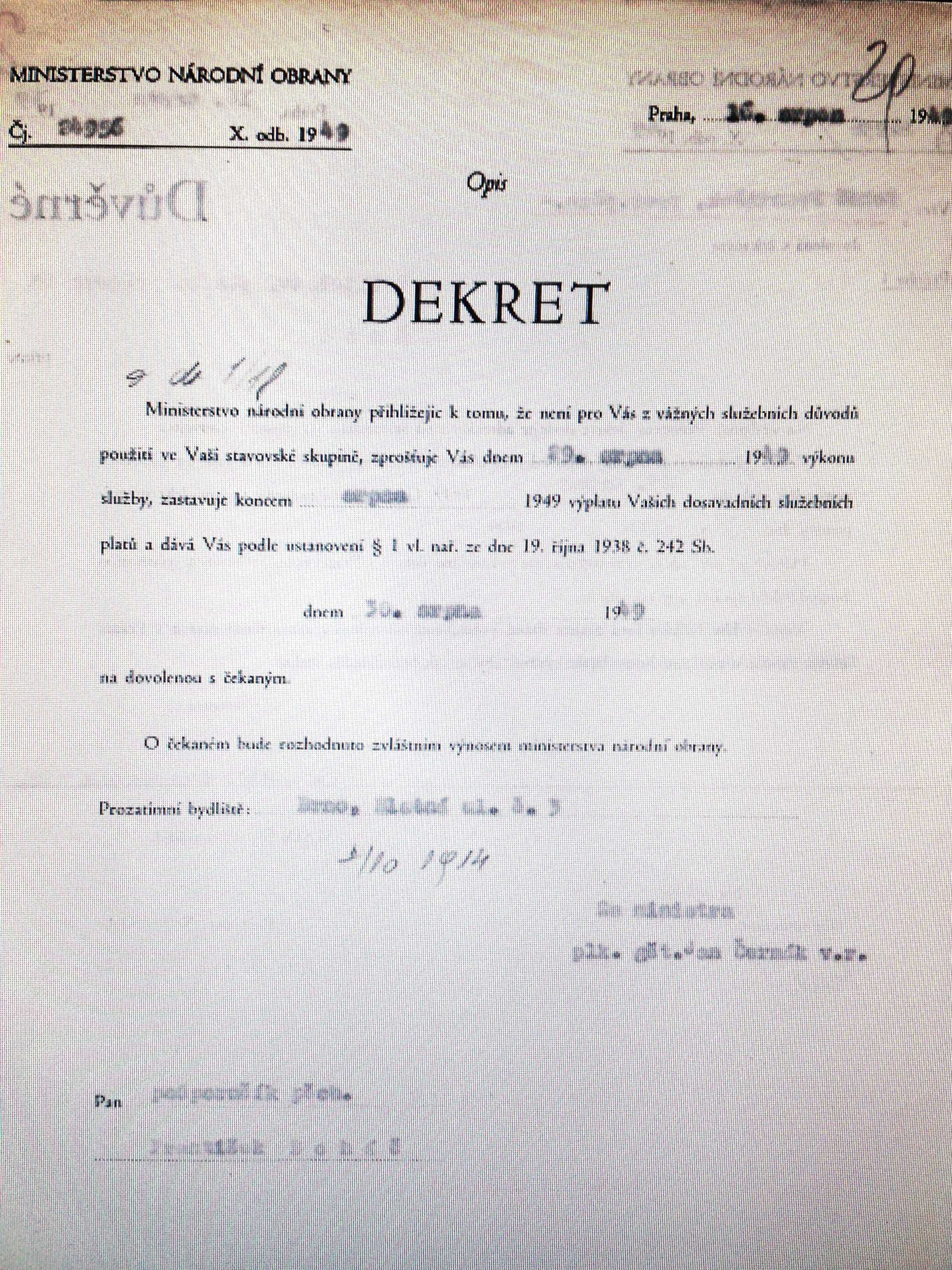
Dekret ministra obrany zprošťuje Františka Boháče výkonu služby dnem 29. srpna 1949 a odebírá mu plat k 30. srpnu 1949. Vydán mu byl taktéž ke konci měsíce.
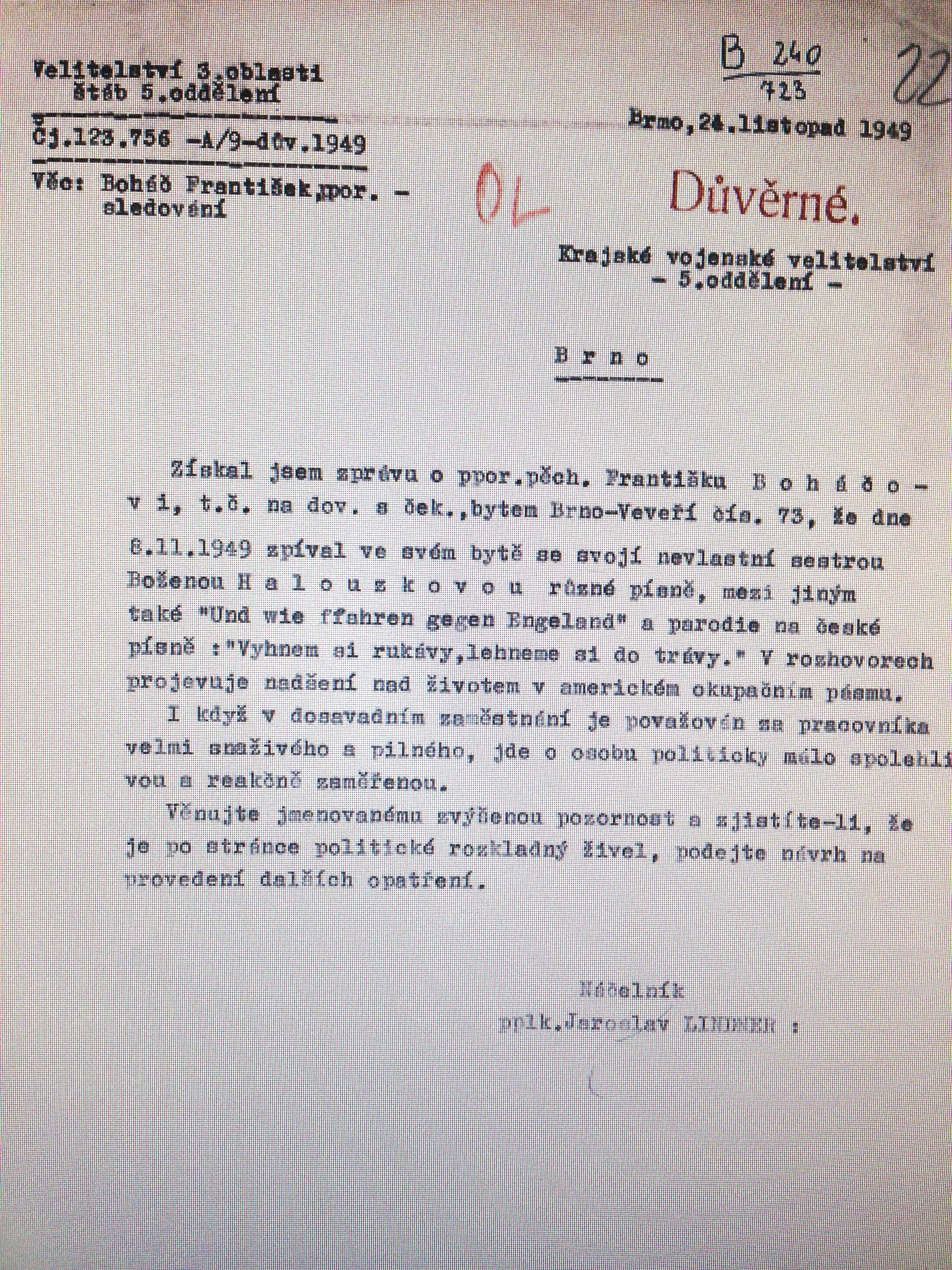
V hlášení o odposlechu hovoru a zpěvu se sestrou v listopadu 1949 náčelník StB podplukovník Jaroslav Lindner označil Boháče za potenciální „rozkladný živel“.
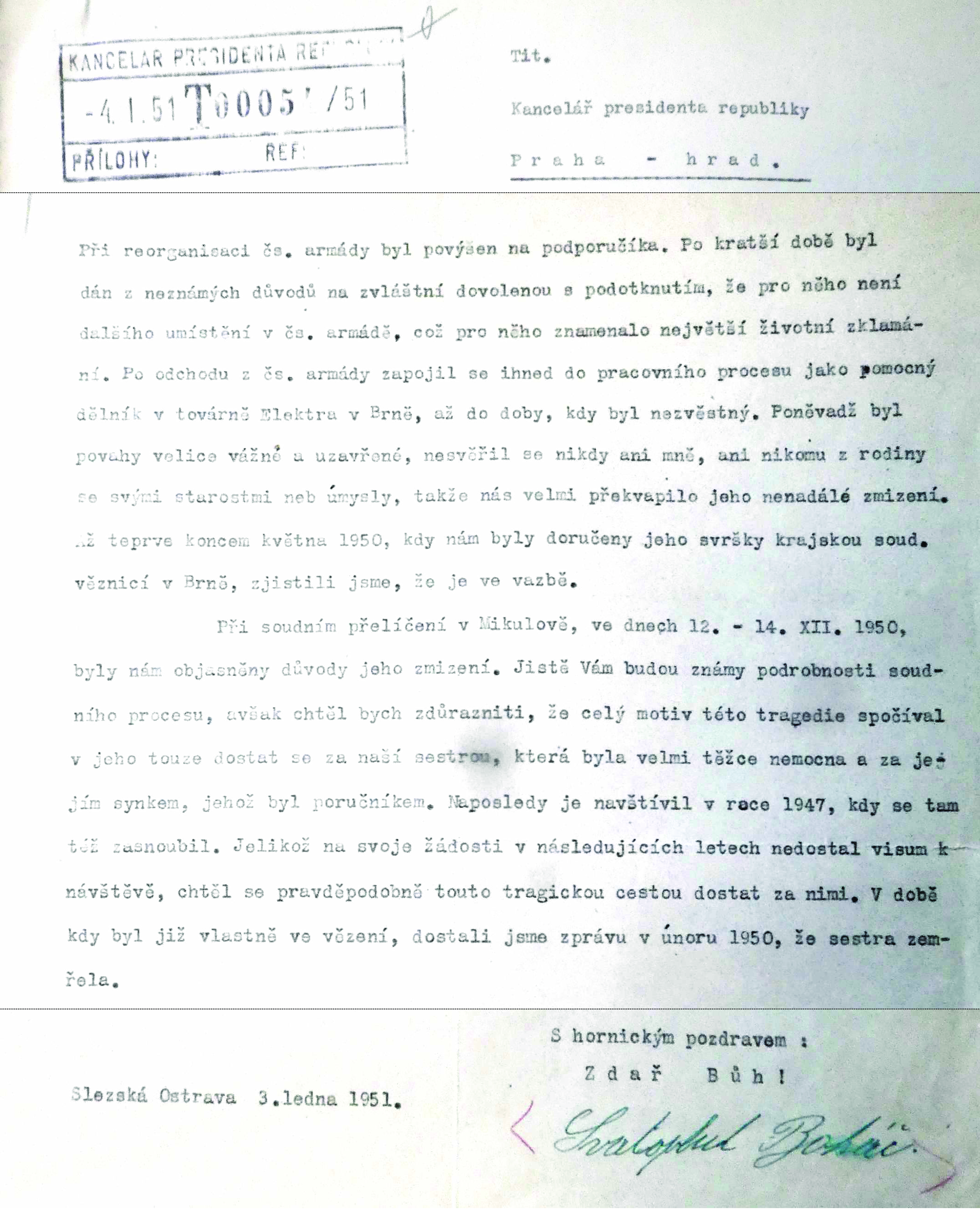
Část žádosti o milost pro Františka Boháče, kterou jeho bratr Svatopluk Boháč sepsal 3. ledna 1951. Žádost byla archivována kanceláří presidenta republiky pod značkou T00054/51.
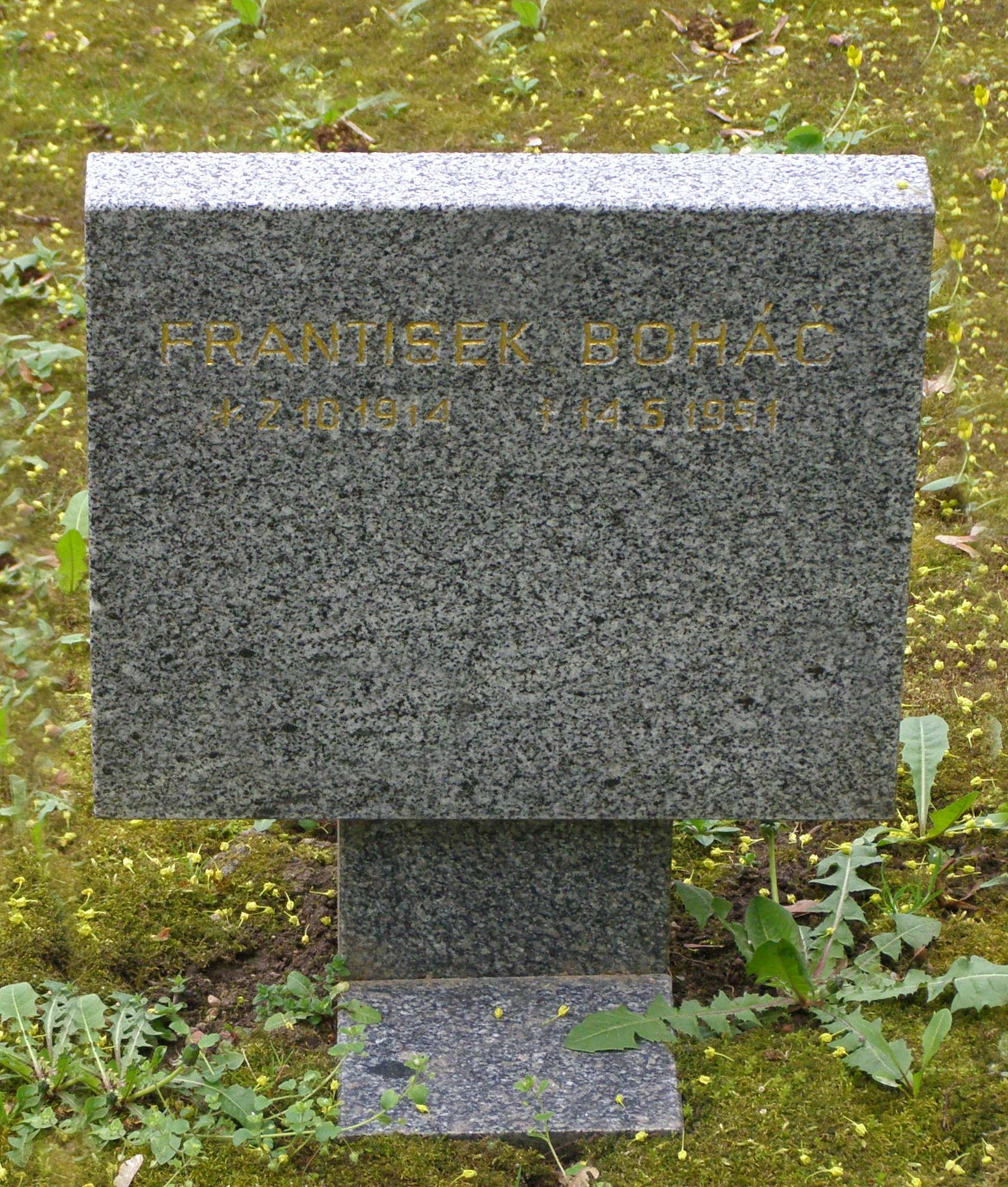
Symbolický hrob na Čestném pohřebišti popravených a umučených z padesátých let – třetí odboj v pražských Ďáblicích